# ロシアの宗教

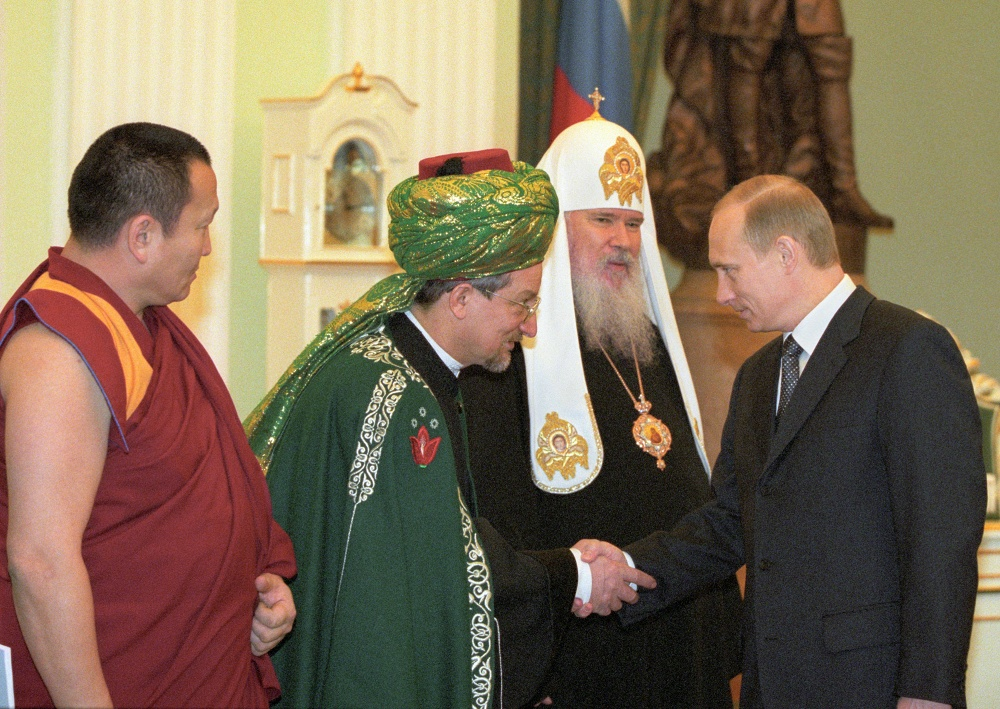
ウラジーミル・プーチン大統領と会談する、ロシアに於ける正教会、イスラーム、仏教の代表者達（2001年2月）。

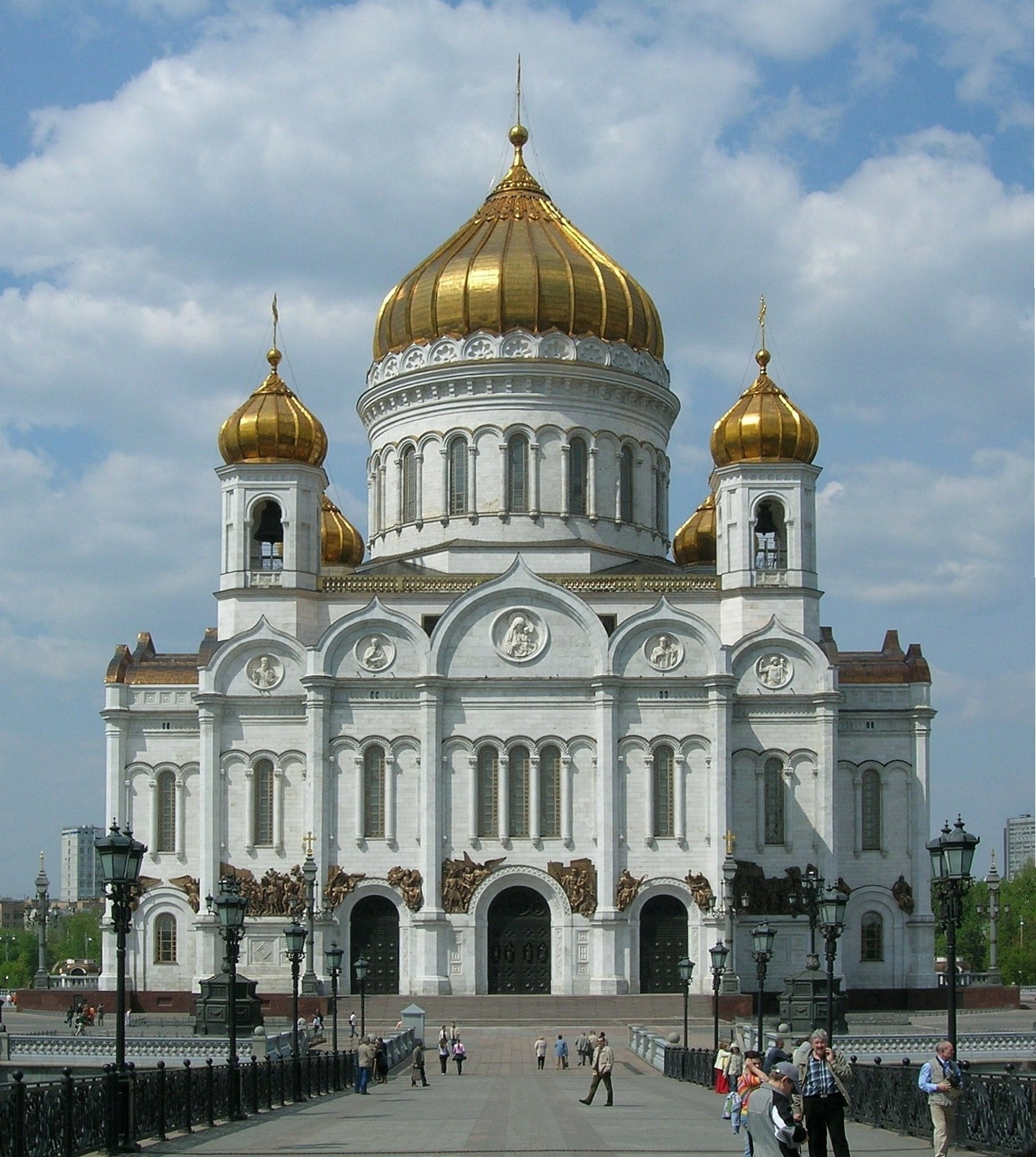
モスクワに位置するロシア正教会の総本山、救世主ハリストス大聖堂（2007年）。

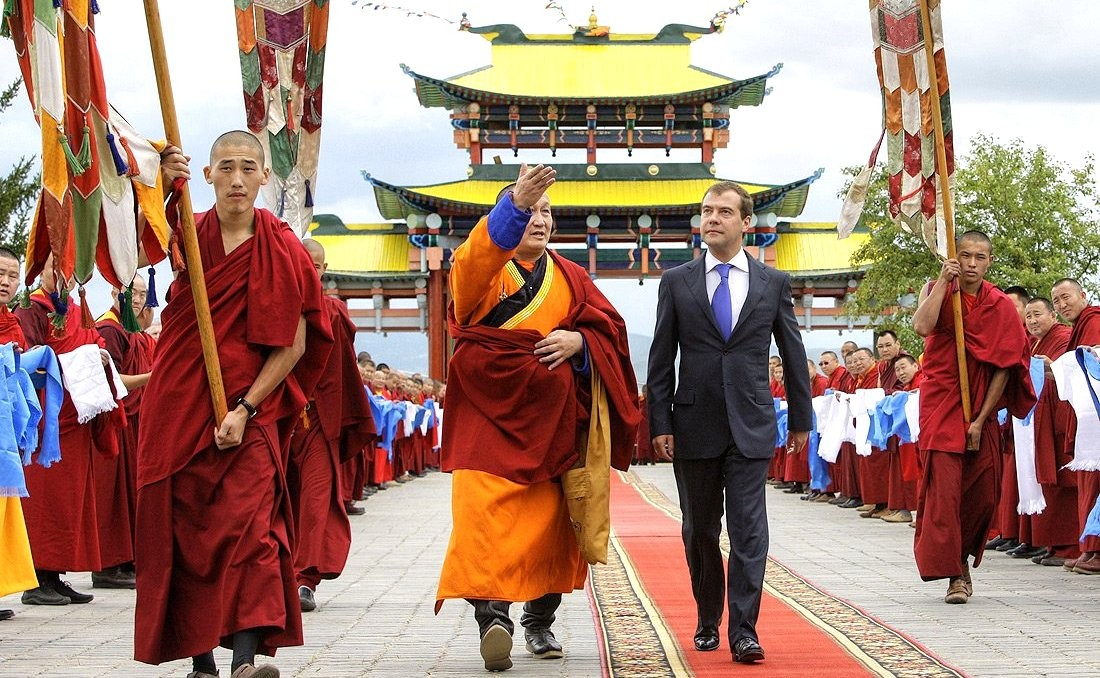
ドミートリー・メドヴェージェフ大統領とブリヤートの仏教徒（2009年2月）。

ロシアの宗教（ロシアのしゅうきょう）では、ロシア連邦における宗教の歴史と現状について述べる。

## キリスト教
ロシアには東ローマ帝国からキリスト教が伝えられ、東方正教会が多くの信徒を獲得した。17世紀に奉神礼の改訂が行われ、それに抵抗する人々により正教古儀式派(主流派ロシア正教会は「分離派（ラスコーリニキ)」と蔑称」)が形成された。古儀式派は主流派ロシア正教会及び国家に弾圧された。
ピョートル大帝の時代、正教会に対する国家管理が強化される。
プロテスタント教会は西欧との接触により15世紀以降ほとんどすべての教派がロシアへ入ってきていた。ルター派やペンテコステ派も存在している。
プロテスタント教会には分類されないものの、聖霊の導きを強調している点、既存教会組織（ロシアの場合は正教会）の否定、聖書のアレゴリカルな解釈等により、プロテスタンティズムとの一定の共通点が指摘される霊的キリスト教（鞭身派、モロカン派、去勢派、ドゥホボール派等）の諸教派も存在している。
正教徒はカトリック教会に対して距離をとる人が多い（これはロシア正教会所属の正教徒に限ったものではなくギリシャ正教会所属の正教徒などにも同様の傾向がみられる）。他方、キリル1世は近年の社会問題（世俗化、グローバリゼーション、伝統的道徳原理の衰退など）に対する見解につき、ローマ教皇ベネディクト16世と正教会の主張が近い事を指摘（救世主ハリストス大聖堂での主教会議にて）、逆にプロテスタントとの差異の拡大に憂慮を示している。こうした正教会と西方教会の間における、緊張持続と緊張緩和という両局面をもつ数々の現象は、ロシア正教会に限らず全世界の正教会組織と西方教会との間にみられる。
ロシア連邦政府とバチカンとの間には正式な国交が無かったが、2010年12月3日にメドヴェージェフ大統領がバチカンを訪問し、教皇ベネディクト16世と会談し、国交樹立の為に協議を重ねる事で合意した。
ロシア語訳聖書もながらく『シノド版聖書』しかなかったが、1990年代以降プロテスタントによる翻訳がいくつか出ていて、また『シノド版聖書』も2010年代に入ると現代ロシア語訳の第二版が公刊され、多数の個所が修正された。ただし、ロシア正教会典礼では通常教会スラヴ語訳聖書にあるテキストを使うので、こうしたロシア語版聖書を使うことはない。

## ユダヤ教
帝政期から反ユダヤ主義が横行し、ポグロムと言われる迫害が相次いでいた。
ただしこのような反ユダヤ主義に対する指摘は、ヴィーツェプスクやフロドナといった、ロシア帝国内のシュテットルの存在を無視している。
ソビエト連邦が成立した後でも、スターリンの時代に「白衣の陰謀事件」が発生した。これはスターリンの主治医だったユダヤ人の医師団がスターリンの暗殺を企てたという事件なのだが、スターリンの死後にでっち上げだったと判明したという事件である。その後も、ソ連ではユダヤ人は政府の要職に就けなかった。ソ連ではナチス・ドイツ程ではなかったが、反ユダヤ主義が根を下ろしていた。

## 仏教
極東地域やシベリアの少数民族に仏教徒が多い。ツングース民族の間やカスピ海北西岸のカルムイク共和国ではチベット仏教が信仰されている。モスクワなどの都市部では中国人やベトナム人が仏教の信仰を守っている。

## イスラム教
主に北カフカースの民族共和国に信徒が集中している。1990年代に入るとチェチェン紛争が始まり、2010年にはモスクワ地下鉄テロ事件が発生した。一方で2018年平昌オリンピック女子シングル金メダリストのアリーナ・ザギトワは「イスラム教徒である事を誇りに思う」と公言しムスリムである事を明かしている。

## 無宗教・無神論
共産主義時代の影響や先進国的現象もあり無神論の者は人口の1割を超えるほか、無宗教だがスピリチュアル（スピリチュアリティも参照）という者は人口の4分の1に及ぶ。

## その他
ネオペイガニズムおよびテングリは合計で総人口の1％を越える者に信仰されている。またシベリアにはシャーマニズムの伝統が残る。ほか、少数ながらヒンドゥー教や道教の信者もいる。ソビエト連邦の崩壊前後には様々な新宗教が爆発的に勢力を拡大したこともあり（現在も上記の「無宗教だがスピリチュアル」に影響が残る）、例えばオウム真理教のロシア進出などもみられた。
エホバの証人、末日聖徒イエス・キリスト教会、セブンスデー・アドベンチスト教会は過激活動対策法の対象団体となっている。